# Carta de Wermai

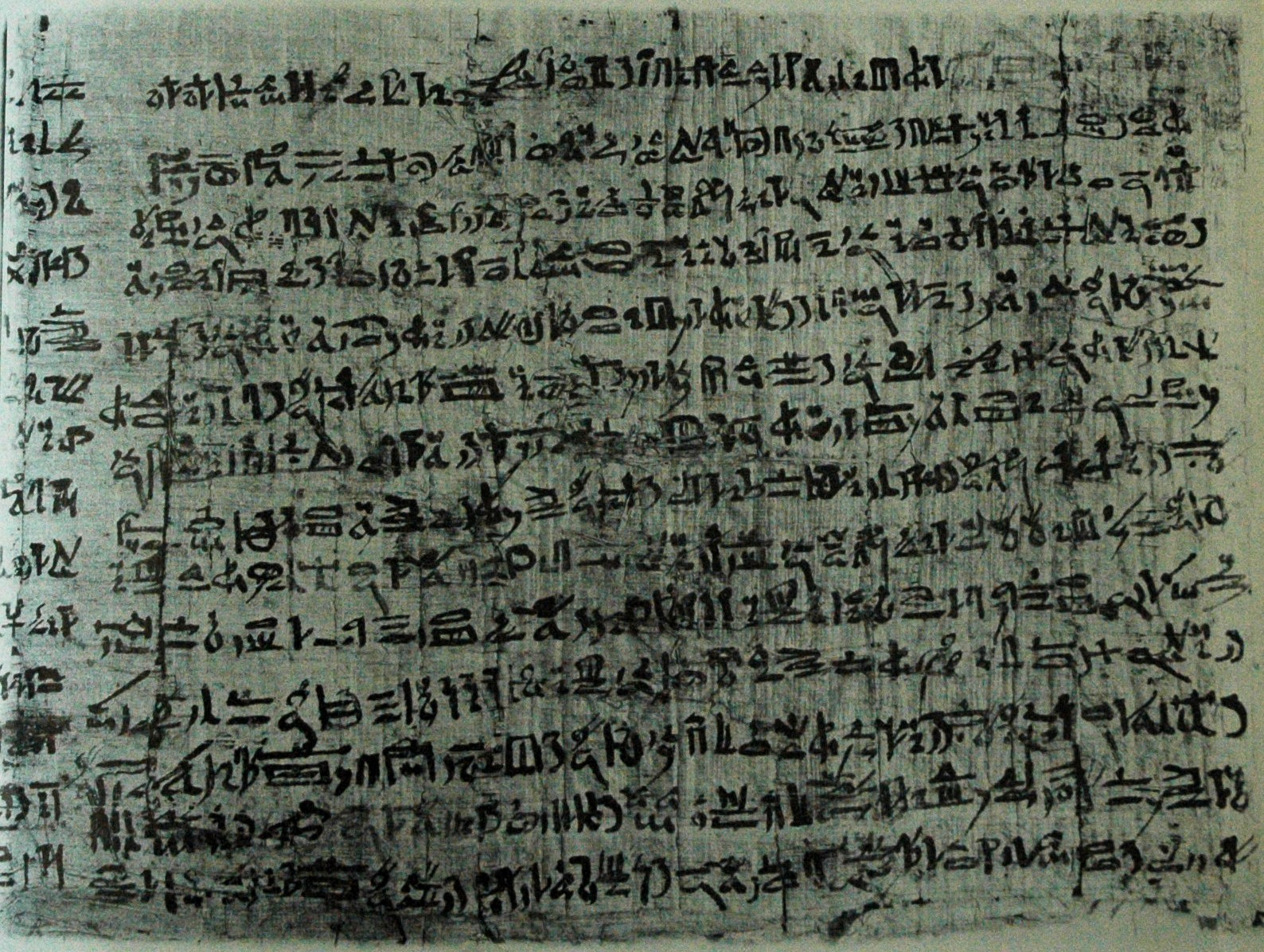
Imagen del papiro de la Carta de Wermai

La Carta de Wermai (también carta literaria de Moscú, Odisea de Wermai o Cuento de la Aflicción) es una obra original sin título de la antigua literatura egipcia. El texto está escrito en letra hierática y en neogipcio y sólo se ha transmitido en el Papiro 127 de Moscú, que Vladimir Semiónovich Goleníshchev adquirió en 1891 en el comercio de antigüedades y que, al parecer, se encontró cerca de la ciudad de El-Hibe. Debido a la paleografía, el manuscrito está fechado a principios del Tercer Periodo Intermedio, pero el texto también muestra características lingüísticas del periodo Ramésida. El texto todavía presenta grandes dificultades para la investigación. Especialmente la escritura de las palabras y la gramática todavía dejan muchas preguntas abiertas.
La historia está escrita en la forma externa de una carta y cuenta de un antiguo funcionario de alto rango del templo que, sin tener la culpa, es robado de su oficina y sus pertenencias y ahora deambula por Egipto completamente sin dinero hasta que se establece en un oasis. Aquí también lleva una vida miserable y sufre de un potentado oasis arbitrario y brutal.

## Descubrimiento
El egiptólogo ruso Vladímir Semiónovich Goleníshchev adquirió el papiro con la carta de Wermai en 1891 en el comercio de antigüedades de El Cairo. Según él, unos Felah lo había encontrado poco antes, junto con otros fragmentos de papiro en una vasija de tierra cerca del pueblo de El-Hibe. Los otros hallazgos, que Golenishchev también adquirió, son el Papiro de Moscú 120 con el Diario de Viaje de Unamón y el Papiro de Moscú 169 con el llamado Onomasticon de Amenope. Toda la colección de Golenishchev pasó más tarde a ser propiedad del Museo Pushkin, donde la carta de Wermai se exhibe desenrollada bajo el cristal con el número de inventario 127 (como Papiro Moscú 127 o también Papiro Pushkin 127).

## Papiro
El texto con la historia de Wermai está en el anverso de un rollo de papiro de 120,8 cm de largo y 22 cm de alto, que consta de seis hojas de papel unidas entre sí y de unos 18,9 cm de ancho. El verso contiene sólo tres líneas de texto fragmentario. En el extremo izquierdo del papiro se cortó un trozo de 21,8 × 10,8 cm, probablemente ya en la antigüedad para un uso secundario. El texto en sí no se ve afectado por esto. Aunque el desigual papiro marrón pálido no está en las mejores condiciones, el texto está completamente preservado. Aparte de los rubros en la forma de saludo introductorio, el texto está escrito con tinta negra y extendido en cinco páginas a lo largo del papiro.

## Datación
Según Ricardo Caminos, el tipo de letra es posterior al período Ramésida debido a la paleografía. Para él, es la obra de un "scriba librarius" (escribano secundario) de segunda categoría, que vivió aproximadamente alrededor del año 1000 a. C. en la época de la 21ª dinastía, aunque desde el punto de vista paletográfico no se puede excluir la 22ª dinastía. Hay grandes similitudes con los otros dos papiros, el Papiro de Moscú 120 y el Papiro de Moscú 169, que fueron encontrados en la misma vasija. Aunque es casi seguro que los tres papiros no son del mismo escriba, probablemente son producto de la misma escuela de escritura o de la misma oficina y datan aproximadamente del mismo período.
Joachim Quack también llega a la misma conclusión: "En consecuencia, se puede considerar provisionalmente que el texto es una obra de principios del Tercer Período Intermedio que todavía está influenciada por el lenguaje literario del período Ramésida". Sin embargo, la clasificación lingüístico-histórica sigue planteando dificultades para la investigación y hay que esperar a que se realicen investigaciones más detalladas. Los criterios gramaticales sugieren una datación en la vigésima dinastía, pero el texto también muestra formas que pertenecen a un nivel de lenguaje mucho más antiguo.

## Contenido
Al principio, un copista señala que hay una copia de una carta enviada por el padrino del templo de Heliópolis, Wermai, hijo de Huy, a su amigo, el escriba de la residencia real Usimaaranacht, hijo de Ramose.
El remitente introduce la carta con una forma de letra típica para esta época, que consiste en extravagantes saludos y bendiciones: Desea al destinatario una buena edad, una buena reputación, mucha salud, alegría de vivir y que sea bien atendido incluso después de la muerte.
Wermai, el protagonista de la historia, vivía como un sacerdote de alto rango en el templo de Heliópolis. Aunque no hizo nada ilegal, fue expulsado de su oficina, le robaron sus pertenencias y lo echaron de la ciudad. Como autores nombra a los llamados "archienemigos", que cometieron muchas más atrocidades.
"Me maltrataron, y también golpearon hasta la muerte a extraños y esparcieron a sus hijos a los cuatro vientos.
A algunos los mantuvieron en cautiverio, a otros se los llevaron como botín; como cosas cargadas ante mis ojos, mi propio sirviente ante ellos."
- Carta de Wermai 2,6-2, 9

Sigue una odisea a través de Egipto. Wermai vaga pobre y solitario por el país y no es notado o incluso despreciado por sus compañeros. Incluso viejos conocidos le dan la espalda. Se siente como un extraño en su propio país.
"Permanecí constantemente en ciudades que me eran ajenas y en lugares que no conocía: Un extraño. Mis amigos de los viejos tiempos ya no existían, había que encontrar compañía de nuevo. Estas personas estuvieron conmigo por un tiempo, luego se alejaron de mí por lo que era e ignoraron mi necesidad."
- Carta de Wermai 3,7-3,9
Mientras tanto, Warmai habla repetidamente de una figura salvadora sin nombre que vendrá al rescate cuando tome nota de las dificultades y adversidades que le han ocurrido.
"Debe ser mantenido fuera del clamor y la confusión. Le va bien, su estado anterior es pasado, y también me fue bien bajo su responsabilidad. Vendrá enseguida cuando le traigan el relato de mis errores. Envíe un mensajero de su oficina con una copia de mi carta. La gente lo verá con alegría cuando venga a mí en mi necesidad. Los suplicantes, por cuyo bien se puso en marcha, saben esto."
- Carta de Wermai 3,13-4,2
En su caminata Warmai llega al Gran Oasis (probablemente Jairyá o Dachla) donde se establece. Aquí obtiene una pequeña parcela de tierra, con cuyos rendimientos lleva una vida miserable. El lugar está dominado por un potentado oasis sin escrúpulos y sus secuaces sin escrúpulos.
"¡Créeme, sufro! Durante un mes he estado privado de grano, yo y todos los demás aquí estamos hambrientos. Ni siquiera recuerdo cómo es el grano, y mucho menos a ella. ¡No hay grano! La gente con la que estoy se gana la vida modestamente: Las aguas están secas, su tierra está reseca. Para ellos no hay escapatoria de la miseria: un peticionario ni siquiera se deja ante su amo. Cuando surge una protesta, la banda sólo le hace un ridículo halagador. Mientras que sus propios asuntos se arreglan, obstruyen todos los demás, sin mencionar sus ingresos y el impuesto sobre la sal, el bicarbonato de sodio, las cebollas, las cañas y los juncos."
- Carta de Wermai 4,2-4,8
Wermai también está expuesta al fraude, por ejemplo la falsificación del tamaño del grano.
Al final Wermai da una vez más rienda suelta a sus emociones y expresa la esperanza de que su situación cambie y se haga justicia. Hasta el final la historia mantiene el aspecto de una carta, pero no termina con un saludo de despedida, que se desvía de la práctica común.

## Interpretación

### Experiencia límite
Gerald Moers ve la historia en el contexto de los relatos de viaje egipcios, como La historia de Sinuhé y el Relato de viaje de Unamón. Estos tratan los problemas de identidad de los protagonistas en el contexto de las respectivas circunstancias contemporáneas. En la carta de Wermai, también, la pérdida de identidad y el consiguiente aislamiento de un sacerdote de alto rango es un tema central.
"Con sólo una vaga esperanza de rescate Wermai escribe su carta desde este maldito lugar. Como género literario, la carta corresponde ahora a la soledad de Wermai tanto como a su paradero: es la forma más subjetiva de narración en primera persona y la más privada de todas las situaciones narrativas. Como texto, sin embargo, esta carta en su forma actual manifiesta la ruptura que separa a Warmai del mundo, y la consagra. Se convierte en un signo de la completa disolución de la sociedad egipcia y de los conceptos de identidad que hay detrás de ella. Wermai, el héroe de esta narración en primera persona, se convierte así en una víctima metafórica de los acontecimientos que comenzaron en el Reino Medio, a más tardar con la huida de Sinuhe y su búsqueda individual."
- Gerald Moers
Hans-Werner Fischer-Elfert también ve el motivo de cruzar las fronteras como una de las señales decisivas de la ficción en el género de la narrativa. Los héroes cruzan así las fronteras humanas, geográficas, culturales y políticas. Sin embargo, en la carta de Wermai rechaza el término "narrativa de viaje", ya que parece trivializarlo y habla de la "pasión" de Wermai.

### Traducción literaria de una maldición divina
Otro criterio para la literalidad de un texto egipcio es la intertextualidad, es decir, la relación textual con los textos precedentes o de referencia, que se procesan literalmente en el texto posterior. La Stèle de l'apanage de la 22ª dinastía muestra una gran correspondencia con la carta de Wermai. Esta fue erigida en el templo de Karnak y contiene una gigantesca fórmula de maldición. Hay asombrosas similitudes entre los dos textos, que se extienden a la elección de las palabras. Así, la carta de Wermai podría ser la traducción literaria y el adorno de una maldición divina. Así, él ve el texto como un ejemplo de advertencia de lo que puede suceder en el caso de desatender un decreto divino al captar sus fórmulas de maldición en la praxis.